# Jockey Club de Paris
Pour les articles homonymes, voir Jockey (homonymie).
Le Jockey Club de Paris est une association française, prenant la forme d'un club privé. Il est l'un des clubs français les plus huppés et les plus élitistes. Situé au 2 rue Rabelais à Paris, il patronne une course hippique, le prix du Jockey Club, décerné pour la première fois en 1836 à Chantilly.

## Historique
Le Jockey Club est créé en juin 1834 par la société d'encouragement pour l'amélioration des races de chevaux en France qui organisa, dès mai 1834, les premières courses à Chantilly. Il porta alors le nom de Cercle d'encouragement avant de prendre son nom actuel.
Le club connut plusieurs adresses : 2 rue du Helder, 2 rue Drouot, 30 rue de Gramont, 1 rue Scribe à partir de 1863, avant de s'installer en 1925 à son adresse actuelle. Les initiateurs de la société d'encouragement sont :  Adolphe, comte de Vaublanc, le duc de Guiche, le dandy Henry Seymour, le comte de Cambis, le comte Demidoff, Ernest Leroy, Jules Fasquel (fondateur du haras de Courteuil), Charles Laffitte, le chevalier Machado, le prince de la Moskowa, Joseph Rieussec, Maxime Caccia (officier piémontais), le comte Delamarre, Anne-Édouard Denormandie,. Par la suite, des amis s'adjoindront aux réunions de cette société.
Frédéric Rouvillois, auteur de l'ouvrage Histoire du snobisme, rappelle que ce club a été créé au XIXe siècle dans une période d'anglomanie exacerbée.
Très vite, le Jockey Club s'octroie une sorte de brevet de bon ton et surtout d'exclusivisme : « un beau nom, une existence brillante, le goût des chevaux et de la dépense assurent l'admission au Jockey », écrit en 1864 Charles Yriarte, le premier historien du cercle. À l'époque s'y retrouvent tous les principaux noms de la noblesse française, ainsi que quelques représentants des noblesses étrangères, de la noblesse d'apparence et de la bourgeoisie française ou d'origine étrangère.

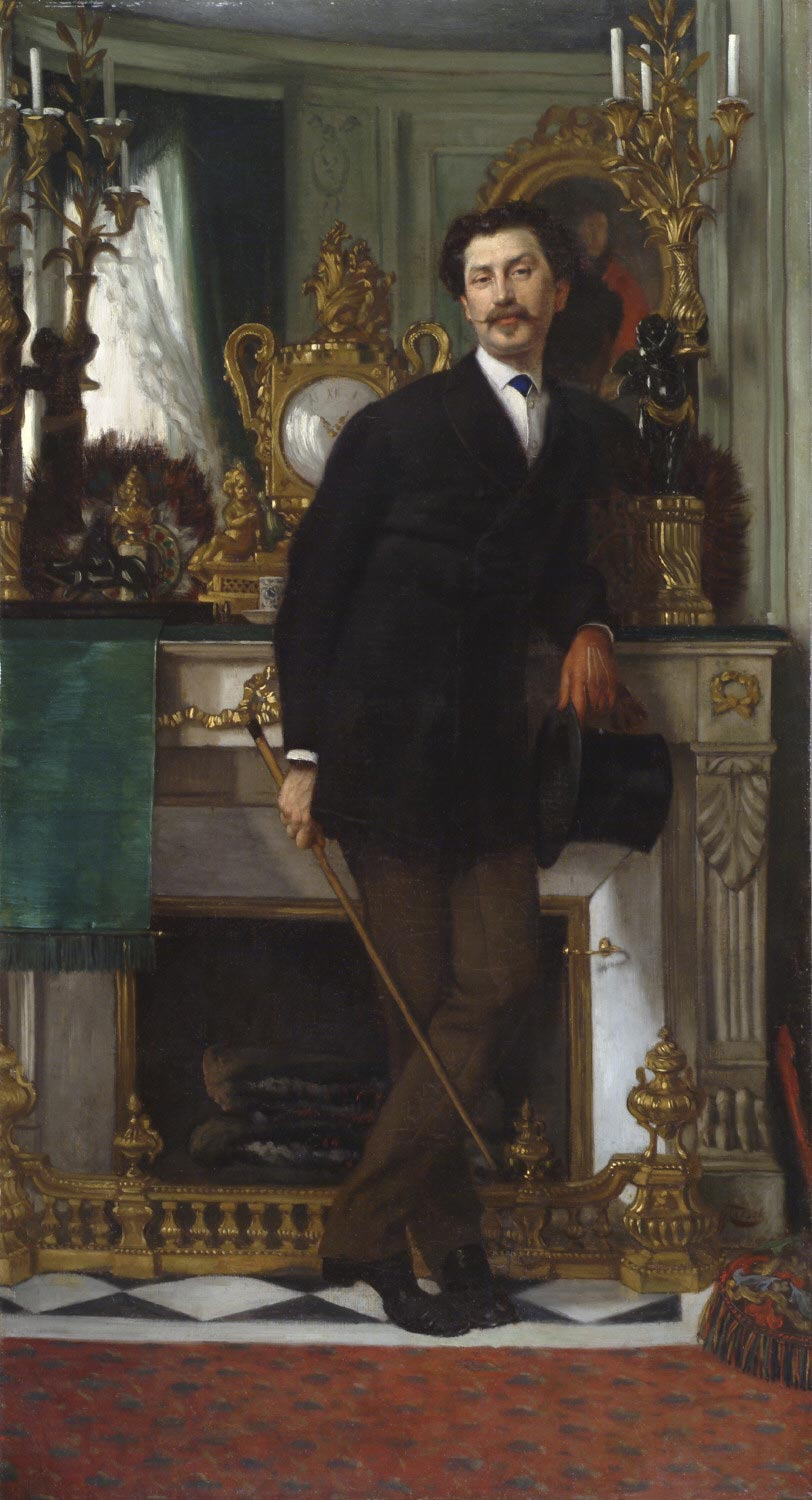
Portrait d'Eugène Coppens de Fontenay,
James Tissot, 1867,
Philadelphia Museum of Art.

James Tissot, l'un des portraitistes les plus recherchés de la société parisienne chic, montre ses modèles dans des décors somptueux évoquant la richesse et la sophistication, par exemple Eugène Coppens de Fontenay, qui était en 1867 le président du Jockey Club de Paris.
Marcel Proust cite le Jockey Club à de nombreuses reprises comme le cercle le plus fermé du monde, le sanctuaire de l'élite ou encore le monde de l'entre-soi.

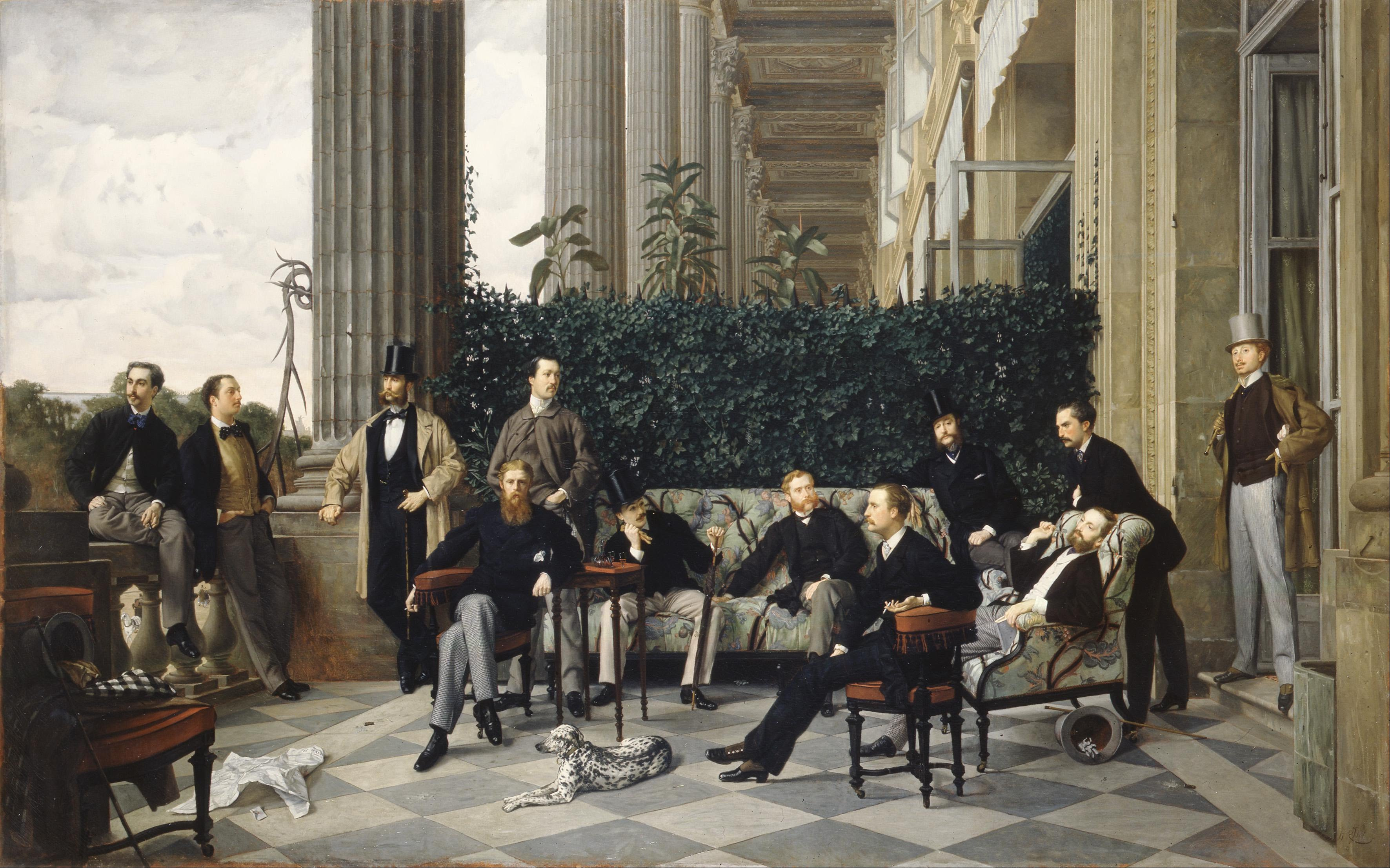
Le Cercle de la rue Royale,
James Tissot, 1868,
Paris, musée d'Orsay.

Les fils, frères ou neveux des membres du Jockey Club étaient obligés de patienter avant de pouvoir y entrer. Il fondèrent en 1852 le Petit-Cercle, surnommé le « Cercle des Moutards ». Établi rue Le Peletier , puis rue Royale en 1854, il prend le nom de Nouveau Cercle. Il fusionne en 1856 avec le Jockey Club, mais se reforme, composé des mêmes éléments, sous le nom de Cercle de la rue Royale, qui fusionne par la suite avec le Cercle Agricole.
Parmi les 1 146 membres actuels du Jockey, on compte des membres de la noblesse et de la bourgeoisie.

« Ni les hommes d'affaires ni les intellectuels n'y ont leur place, s'ils se contentent d'être l'un ou l'autre. […] Aujourd'hui encore, tous les membres du cercle ont des manières de vivre identiques. Le snobisme de l'argent discret est de règle et posséder un château relève de la tradition familiale. »

Malgré la présence de nombreux membres d'ascendance noble, le Jockey Club se défend d'être une annexe de l'ANF car le cercle n'est pas réservé à la noblesse.
Le 9 avril 1927, le maréchal Lyautey est élu membre, parrainé par le Armand de La Rochefoucauld, duc de Doudeauville, président et le général de Mac Mahon, duc de Magenta.
En 1930, Charles de Noailles en démissionne, alors que son exclusion est évoquée après le scandale provoqué par le film L'Âge d'or de Luis Buñuel, qu'il a financé.
Le 17 janvier 1953, le duc d'Édimbourg est élu membre, parrainé par Armand de La Rochefoucauld, duc de Doudeauville et sir Oliver Charles Harvey.

En 1954, Charondas dans son ouvrage Un juge d'armes au Jockey-club, distingue les familles selon leur origine : noblesse ou bourgeoisie. Il écrit qu'avant l'échec de la Restauration monarchique au XIXe siècle « le cercle était ouvert aux grands notables et aux personnalités importantes, même de famille modeste. » Il écrit également : 

« Si les temps ont changé, si le Jockey-Club n'a plus de nos jours la même célébrité et le même éclat qu'il y a deux ou trois générations, il retient encore souvent l'attention de l'opinion […]. »

 

Sur le Jockey Club, Cyril Grange écrit : 

« Il n'est pas sûr aujourd'hui que l'échelle de valeurs qui mettrait au sommet de la hiérarchie le Jockey-Club et en dernière position l'association la moins aristocratique remporterait tous les suffrages mondains. »

Éric Mension-Rigau écrit quant à lui que le Jockey Club est un des derniers bastions où prévaut la distinction de la naissance et qu'il symbolise la résistance de la noblesse à sa dissolution dans la masse et à son assimilation aux riches. Ce club est selon lui le plus élitiste de tous les cercles, loin devant ses deux principaux concurrents, l'Interallié et l'Automobile Club de France, dont les portes finissent toujours par s'ouvrir à celui qui a beaucoup d'argent. Il cite notamment une femme issue de la noblesse : 

« Le Jockey Club est un cercle où n'importe qui ne peut pas être élu. Des critères sont respectés. À l'Interallié, on peut tous y aller, si on a deux parrains et de quoi payer. C'est très ouvert, ce qui n'est pas le cas du Jockey Club, où il faut être acceptable avant même d'avoir des parrains. »

Les femmes ne peuvent être membres du Jockey Club,.

## Cercles étrangers en correspondance avec le Jockey Club
- Circolo della Caccia (Rome)
- Knickerbocker Club (New York)
- Cercle royal du Parc (Bruxelles)[19]
- Metropolitan Club (Washington D.C.)
- Boodle’s (Londres)
- Jockey Club für Österreich (Vienne)
- Turf Club (Londres)
- Nuevo Club (Madrid)
- Haagsche Club (La Haye)
- Somerset Club (Boston)
- Pacific-Union Club (San Francisco)
- Círculo de Armas (Buenos Aires)
- Australian Club (Sydney)
- Melbourne Club (Melbourne)
- New Club (Édimbourg)
- Kildare Street & University Club (Dublin)
- Società del Whist Accademia Filarmonica (Turin)

## Organisation
La direction du club est exercée par un comité composé d'un président, de quatre vice-présidents et de vingt-cinq membres et par un sous-comité. Le comité est réélu tous les ans.

### Admission
Pour être admis, les candidats doivent être présentés par deux parrains membres de l'Association, soumettre leur candidature au vote des membres et atteindre une majorité des cinq-sixièmes par un scrutin où les votes négatifs sont encore appelés « boules noires », bien que le système des boules blanches ou noires soit abandonné depuis longtemps[réf. nécessaire].
Le droit d'admission est de 1 110 € et la cotisation annuelle de 555 €.

### Nombre de familles représentées au sein de ce cercle
- Au 1er janvier 1954, 694 familles étaient représentées dont : 524 de noblesse francisée, 104 bourgeoises, 24 de noblesse étrangère notoire, 45 familles étrangères autres[15].
- Au 1er janvier 2000, 644 familles étaient représentées dont : 494 de noblesse francisée, 106 bourgeoises, 18 de noblesse étrangère notoire, 26 familles étrangères autres[15].
- La catégorie Noblesse francisée regroupe la noblesse française et la noblesse française d'origine étrangère[15].
- La catégorie Bourgeoisie regroupe les familles bourgeoises, la fausse noblesse, la noblesse d'apparence, la noblesse dite inachevée, la noblesse pontificale (non reconnue en France)[15].

### Présidents
- 1834-1835 : Lord Henry Seymour[21]
- 1835-1836 : Édouard Denormandie[22]
- 1836-1849 : Napoléon Joseph Ney, prince de la Moskowa
- 1849-1853 : comte Achille Joseph Delamare
- 1853-1884 : Henri II de Gontaut, marquis de Biron
- 1884-1908 : Sosthènes II de La Rochefoucauld, 3e duc de Doudeauville
- 1908-1913 : Philippe de Montesquiou, duc de Fezensac
- 1914-1917 : Élie de Bésiade, comte d'Avaray
- 1919-1962 : Armand de La Rochefoucauld (no), 5e duc de Doudeauville[23]
- 1962-1977 : Philippe d'Albert, duc de Luynes
- 1977-1985 : Pierre de Cossé, duc de Brissac
- 1985-1997 : Alexandre de La Rochefoucauld, duc d'Estissac
- 1997-2014 : François de Cossé, duc de Brissac
- Depuis 2014 : Roland du Luart, marquis du Luart

## Dans la culture

### Littérature
- Le roman L'Immortel (1888) d'Alphonse Daudet cite le Jockey Club : « Dans la première, une calèche découverte, se trouvaient les témoins du prince que Gomès, debout puis se rasseyant, nommait tout bas avec une intonation respectueuse : « marquis d’Urbin… général de Bonneuil… du Jockey… très chic !… et mon confrère Aubouis. » »[24]
- « L’idée d’un art populaire comme d’un art patriotique, si même elle n’avait pas été dangereuse, me semblait ridicule. S’il s’agissait de le rendre accessible au peuple, on sacrifiait les raffinements de la forme " bons pour des oisifs " ; or, j’avais assez fréquenté de gens du monde pour savoir que ce sont eux les véritables illettrés, et non les ouvriers électriciens. À cet égard, un art, populaire par la forme, eût été destiné plutôt aux membres du Jockey qu’à ceux de la Confédération Générale du Travail. » [25]─ Marcel Proust, Le Temps retrouvé, 1927.

### Peinture
- Le tableau Le Cercle de la rue Royale (1866) de James Tissot présente le Cercle de la rue Royale, dont les membres sont étroitement liés au Jockey Club.